# Archevêché titulaire de Larissa-en-Thessalie
 (février 2025).
Si vous disposez d'ouvrages ou d'articles de référence ou si vous connaissez des sites web de qualité traitant du thème abordé ici, merci de compléter l'article en donnant les références utiles à sa vérifiabilité et en les liant à la section « Notes et références ».
Larissa-en-Thessalie (en italien : Larissa di Tessalia) est un archevêché titulaire de l'Église catholique romaine.
Son origine est un ancien évêché de la ville antique du même nom située dans la province romaine de Macédoine ou de Thessalie (de) en Grèce. 
| Évêques titulaires de Larissa-en-Thessalie |                                      |                                                                    |                   |                   |
| Numéro                                     | Nom                                  | Fonction                                                           | du                | au                |
| 1                                          | Onorato Visconti (de)                |                                                                    | 10 juin 1630      | 1652              |
| 2                                          | Antonio Pignatelli                   | Nonce apostolique                                                  | 14 octobre 1652   | 4 mai 1671        |
| 3                                          | Johann Hugo von Orsbeck              | Évêque coadjuteur de Trèves (Allemagne)                            | 12 décembre 1672  | 1er juin 1676     |
| 4                                          | Baldassare Cenci                     |                                                                    | 27 août 1691      | 20 novembre 1697  |
| 5                                          | Francesco Acquaviva d'Aragona        | Nonce apostolique en Espagne                                       | 2 décembre 1697   | 8 juin 1707       |
| 6                                          | Giovanni Battista Anguisciola (it)   | Nonce apostolique dans la république de Venise                     | 25 juin 1706      | 1707              |
| 7                                          | Pierluigi Carafa                     |                                                                    | 27 mars 1713      | 15 novembre 1728  |
| 8                                          | Troiano Acquaviva d'Aragona          |                                                                    | 14 août 1730      | 17 novembre 1732  |
| 9                                          | Giovanni Saverio di Leoni            | Évêque émérite de Melfi-Rapolla (Italie)                           | 2 décembre 1733   | 5 mars 1735       |
| 10                                         | Bernardo Froilán Saavedra Sanjurjo   | Évêque coadjuteur de Tolède (Espagne)                              | 27 février 1736   | 31 mai 1742       |
| 11                                         | Pedro Clemente de Aróstegui          | Évêque coadjuteur de Tolède (Espagne)                              | 30 juillet 1742   | 16 septembre 1748 |
| 12                                         | Biagio Paoli                         |                                                                    | 18 mars 1750      |                   |
| 13                                         | Francesco Saverio Passari (it)       |                                                                    | 18 septembre 1786 | 4 juin 1808       |
| 14                                         | Salvatore Maria Caccamo OESA         |                                                                    | 4 septembre 1815  | 21 mai 1827       |
| 15                                         | Francesco Canali                     | Évêque émérite de Tivoli (Italie)                                  | 21 mai 1827       | 23 juin 1834      |
| 16                                         | François Richard de La Vergne        | Évêque coadjuteur de Paris (France)                                | 5 juillet 1875    | 8 juillet 1886    |
| 17                                         | João Rebello Cardoso de Menezes      | Évêque coadjuteur de Lamego (Portugal)                             | 14 mars 1887      | 1890              |
| 18                                         | Agostino Ciasca OESA                 | Évêque de la Curie (de)                                            | 1er juin 1891     | 22 juin 1899      |
| 19                                         | Diomede Falconio OFM                 | Délégué apostolique au Canada / Délégué apostolique des États-Unis | 30 septembre 1899 | 30 novembre 1911  |
| 20                                         | Carlo Montagnini                     | Délégué apostolique de Colombie (en)                               | 31 mars 1913      | 24 octobre 1913   |
| 21                                         | Antonio Maria Grasselli (it) OFMConv | Évêque émérite de Viterbe et Toscane (Italie)                      | 30 décembre 1913  | 1er février 1919  |
| 22                                         | Felipe Arginzonis y Astobiza OCD     | Archevêque émérite de Verapoly (ml) (Inde)                         | 18 décembre 1918  | 5 mai 1933        |
| 23                                         | Domenico Spolverini                  | Recteur du Séminaire pontifical romain                             | 22 mai 1933       | 19 juillet 1939   |
| 24                                         | José Horacio Campillo Infante (it)   | Archevêque émérite de Santiago du Chili (Chili)                    | 29 juillet 1939   | 14 juin 1956      |
| 25                                         | Antonio Giordani                     |                                                                    | 3 août 1956       | 27 avril 1960     |
| 26                                         | Giuseppe Mojoli (de)                 | Internonce apostolique en Éthiopie (en) Nonce apostolique à Malte  | 27 septembre 1960 | 9 mars 1980       |